# Вильгельмина Эрнестина Датская
Вильгельми́на Эрнести́на Да́тская (дат. Vilhelmine Ernestine af Danmark, нем. Wilhelmine Ernestine von Dänemark; 20 июня 1650, Копенгаген, Королевство Дания — 22 апреля 1706, Преттин, Курфюршество Саксония) — принцесса из Ольденбургского дома, дочь Фредерика, короля Дании и Норвегии. Жена курфюрста Пфальца Карла II.
Отсутствие детей в браке Вильгельмины Эрнестины и Карла II, после смерти последнего, привело к угасанию Зиммернской ветви дома Виттельсбахов и, как следствие, войне за Пфальцское наследство.

## Биография

### Ранние годы
Вильгельмина Эрнестина родилась в Копенгагене 20 июня 1650 года. Она была четвёртым ребёнком и третьей из пяти дочерей в семье датского и норвежского короля Фредерика III и королевы Софии Амалии, урождённой принцессы Брауншвейг-Люнебургской из дома Вельфов. По отцовской линии приходилась внучкой Кристиану IV, королю Дании и Норвегии, и Анне Катерине, урождённой принцессе Бранденбургской из дома Гогенцоллернов. По материнской линии была внучкой Георга, герцога Брауншвейг-Люнебурга и князя Каленберга, и Анны Элеоноры, урождённой принцессы Гессен-Дармштадтской из Гессенского дома.
Король Фредерик III строил разные матримониальные планы на счёт Вильгельмины Эрнестины. В 1668 году тётка принцессы по материнской линии, ганноверская курфюрстина София, предложила выдать её замуж за пфальцского наследного принца Карла. Она прислала ему в Гейдельберг портрет племянницы. В 1669 году король Фредерик III начал переговоры с пфальцским курфюрстом Карлом I о браке Вильгельмины Эрнестины и наследного принца, но вскоре умер. Заботы о будущем дочери взяла на себя мать — вдовствующая королева. 24 июня 1671 года во дворце Амалиенборг в Копенгагене (по другим источникам 23 апреля 1670 года в Копенгагене или 4 июля 1671 года во дворце Фредериксборг) без торжественных церемоний состоялась помолвка принцессы и наследного принца. Из предназначенных ей в приданое 260 000 ригсдалеров Вильгельмина Эрнестина получила только 110 000 (по другим источникам 100 000) и драгоценности на сумму в 4000 ригсдалеров. Брат невесты, король Кристиан V, вручил жениху орден Слона.

### Брак и семья
14 августа (или 24 августа) 1671 года Вильгельмина Эрнестина и Карл в сопровождении свиты выехали в курфюршество Пфальц. По прибытии, 20 сентября того же года, в Гейдельберге состоялась официальная церемония их бракосочетания. Карл I выделил в пожизненное пользование невестке несколько владений и замки Гермерсхайм и Оппенхайм.
Брак Вильгельмины Эрнестины оказался несчастливым. Карл женился на ней против своей воли по требованию отца. Наследная принцесса была физически крепкой, полнотелой и миловидной женщиной без интеллектуальных запросов. В отличие от мужа, любившего общество и развлечения, она предпочитала спокойную обстановку и уединение. Особенно Карла раздражала в жене её гордость королевским происхождением. Детей у супругов не было. По этой причине в 1677 году курфюрст Карл I решил расторгнуть брак невестки и сына, но его жена, курфюрстина Шарлотта, не допустила развода.
28 августа 1680 года после смерти отца наследный принц Карл стал новым курфюрстом Пфальца под именем Карла II. Его супруга получила титул курфюрстины Пфальца. Правление мужа Вильгельмины Эрнестины не было стабильным. Карл II находился под сильным влиянием своего окружения, в которое не входила его супруга. Во время Сконской войны пфальцская курфюрстина помогла брату, датскому королю, заняв ему деньги из личных средств.

### Поздние годы
Вильгельмина Эрнестина овдовела 26 мая 1685 года. Со смертью её мужа пресеклась кальвинистская Зиммернская ветвь дома Виттельсбахов, и правление в курфюршестве Пфальц перешло к католической Нейбургской ветви того же дома. Вдовствующая курфюрстина переехала к сестре, вдовствующей курфюрстине саксонской Анне Софии, и жила с ней в замке Лихтенбург до своей смерти. Вильгельмина Эрнестина умерла 22 апреля 1706 года в Преттине. Вначале она была похоронена в замковой церкви святой Анны в барочной гробнице работы Бальтазара Пермозера. 1 июля 1717 года рядом с ней похоронили и сестру. 22 сентября 1811 года гробницы Анны Софии и Вильгельмы Эрнестины с их останками были перенесены во Фрайбергский собор.